# Расторгуев, Павел Андреевич
Па́вел Андреевич Расторгуев (бел. Павел Андрээвіч Растаргуеў; 30 июня 1881, Стародуб — 21 марта 1959, Новозыбков) — советский лингвист и педагог. Действительный член Инбелкульта (1924), доктор филологических наук (1941), профессор (1923).

## Биография

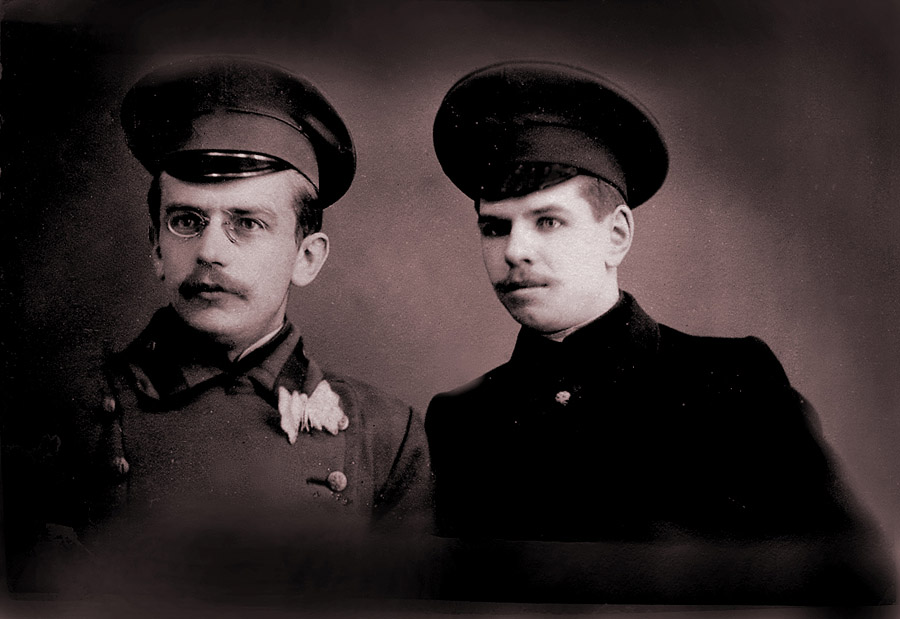
П. Расторгуев (слева) в студенческие годы

Родился в Стародубе в 1881 г. Отец работал бухгалтером казначейства. Кроме Павла в семье было ещё семеро детей. Несмотря на сложное материальное положение, в доме была большая библиотека с древнерусской литературой, которой в детстве интересовался Павел. Учился в Стародубском двухклассном училище, где хорошо проявил свои способности.
После учился в Глуховском учительском институте. В 1903 г. стал студентом историко-филологического факультета Московского университета, который успешно окончил в 1908 году.. Сдал экзамены на звание магистра русского языка и словесности.
Работал в Московском университете в 1917—1923 годах. В 1918 г. читал курс лекций по белорусскому языку в Белорусском народном университете в Москве («Беларуская мова ў яе сучасным і мінулым стане» в книге «Курс белорусоведенияа», 1918—1920).
В 1932 году репрессирован по «Делу славистов» и выслан в Караганду. В 1936 году ему позволили выехать из Караганды, но селиться в Москве было запрещено, поэтому 2 года он прожил у сестры в городе Клинцах.
В 1938—1951 гг. заведующий кафедрой русского языка Новозыбковского педагогического института, одновременно в 1947—1948 гг. в Институте языка, литературы и искусства АН Белорусской ССР.
Умер в 1959 г. в Новозыбкове, где и похоронен.

## Избранные труды
- Говоры восточных уездов Гомельской губернии в их современном состоянии (1927)
- Северско — белорусский говор. Исследование в области диалектологии и истории белорусских говоров (1927)
- Словарь народных говоров Западной Брянщины (1973)